# Palisota barteri
Palisota barteri là một loài thực vật có hoa trong họ Commelinaceae. Loài này được Hook.f. mô tả khoa học đầu tiên năm 1862.